# Unfinished Music No.1: Two Virgins
Albums de John Lennon & Yoko Ono
Unfinished Music No.2: Life with the Lions
(1969)
Unfinished Music N°1 : Two Virgins est un album expérimental produit par le couple John Lennon et Yoko Ono. Il est sorti le 29 novembre 1968 chez Apple Records/EMI, quelques jours après la sortie de l'album blanc des Beatles. C'est le deuxième album sorti sur le label Apple, après le Wonderwall Music de George Harrison.
Les premiers enregistrement sont faits en mai 1968. L'album ne contient que deux pistes de plus de quatorze minutes : Two Virgins Side One et Two Virgins Side Two. Ces deux plages sont constituées de mélanges de bruits divers, de discussions et d'utilisations surprenantes d'instruments de musique, notamment le piano et la guitare acoustique. L'ensemble rappelle le morceau Revolution 9 de l'album blanc.
La pochette fit scandale, puisqu'elle présentait les deux artistes posant nus de face au recto et de dos au verso. Pour cette raison, EMI et Capitol refusèrent de le distribuer, et il fut finalement édité par Track Records au Royaume-Uni et par Tetragrammaton aux États-Unis, où il fut distribué avec un emballage en papier kraft qui ne laissait apparaître que les visages de Lennon et Ono. Aux Pays-Bas, l'album fut autorisé à sortir sans la pochette kraft cachant la nudité de John et Yoko, bien qu'Apple ait joint un autocollant vert destiné à cacher une partie de la pochette. En janvier 1969, dans le New Jersey, 30 000 exemplaires de la pochette de Two Virgins furent saisis par la police pour pornographie.
Avant la sortie de l'album, plusieurs proches de John Lennon lui conseillèrent de ne pas s'afficher nu sur la pochette de l'album. Dans une interview extraite de documentaire, Peter Brown, assistant de Brian Epstein dans les années 1960, explique au sujet de la pochette : « On a trouvé ça affligeant, affreux et déplacé. On ne voyait pas l'intérêt. Ce n'était même pas séduisant. C'était se foutre de la gueule du monde. Ça n'a plu à personne. On a tout fait pour les empêcher de faire ça ». Yoko Ono affirme quant à elle dans le même documentaire : « John a emmené la pochette à une session des Beatles et l'a montrée à Paul, George et Ringo. George et Ringo n'ont pas dit grand-chose, mais Paul lui a dit tout haut "Ne fais pas ça". En fait, je pense qu'il n'avait pas tort. Mais c'est justement ça qui a donné à John l'envie de le faire ».

## Liste des chansons
| No | Titre                | Auteur                | Producteur(s) | Durée |
| -- | -------------------- | --------------------- | ------------- | ----- |
| 1. | Two Virgins Side One | John Lennon, Yoko Ono | Lennon, Ono   | 14:14 |
| 2. | Two Virgins Side Two | Lennon, Ono           | Lennon, Ono   | 15:13 |

| 1. | Remember Love | Ono | Lennon, Ono | 4:05 |

## Fiche de production

### Interprètes
- John Lennon : chant, piano, orgue, mellotron, percussions, guitares, boucles de bandes, effets sonores
- Yoko Ono : chant, piano, percussions, boucles de bandes, effets sonores